# Ред Булл (футбольний клуб, Зальцбург)
«Ред Булл За́льцбург» (нім. FC Red Bull Salzburg) — австрійський професійний футбольний клуб з міста Вальс-Зіценгайма. Виступає в австрійській Бундеслізі, вищому дивізіоні чемпіонату Австрії з футболу. Домашні матчі проводить на «Ред Булл Арені». Через спонсорські обмеження клуб відомий як ФК «Зальцбург» і носить модифіковану емблему в змаганнях під егідою УЄФА.
Клуб був відомий як «СВ Аустрія Зальцбург» і мав декілька спонсорованих імен, перш ніж його купила Red Bull GmbH у 2005 році, яка перейменувала клуб і змінила його кольори з традиційних фіолетово-білих на червоно-білі. Зміна призвела до того, що деякі вболівальники команди створили новий клуб, «Аустрія Зальцбург».
Заснований 1933 року клуб виграв свій перший титул переможця Бундесліги в 1994 році, який став першим із трьох за чотири сезони, протягом яких він також дійшов до фіналу Кубку УЄФА 1994 року. Клуб виграв сімнадцять чемпіонських титулів і дев'ять кубків Австрії, всі дев'ять з яких були «золотими дублями», а також три суперкубки Австрії. Останнім часом «Зальцбург» домінував в австрійському футболі, вигравши 14 чемпіонських титулів за 17 сезонів, у тому числі 10 титулів поспіль з 2014 по 2023 роки.

## Назви клубу
- 1933—1946: «СВ Аустрія Зальцбург»
- 1946—1950: «ТСВ Аустрія Зальцбург»
- 1950—1973: «СВ Аустрія Зальцбург»
- 1973—1976: «СВ Гернгросс Аустрія Зальцбург»
- 1976—1978: «СВ Шпаркассе Аустрія Зальцбург»
- 1978—1997: «СВ Казино Зальцбург» (від назви компанії Casinos Austria)
- 1997—2005: «СВ Вюстенрот Зальцбург»
- з 2005: «ФК Ред Булл Зальцбург» (від назви компанії Red Bull).

## Історія

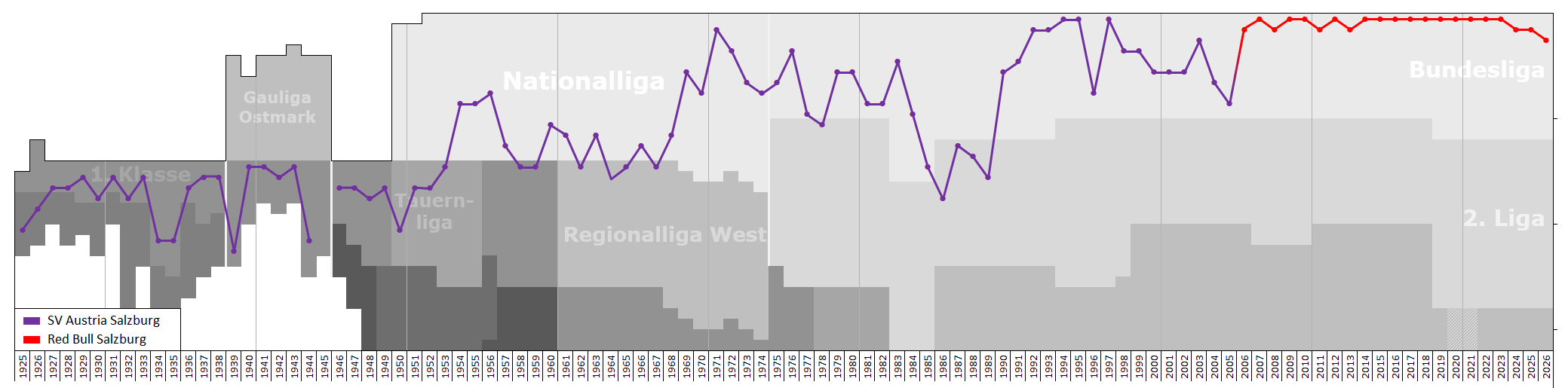
Історичний графік виступів «Ред Булл» (Зальцбург) та їх попередників у національному чемпіонаті

### 1933–1953, заснування, вихід до А-ліги
ФК РБ Зальцбург заснували 13 вересня 1933 року як СВ «Аустрія» (Зальцбург), після злиття двох міських клубів, «Герти» та «Рапіда». У 1950 році клуб розформували, але дещо згодом того ж року знову заснований. У 1953 році вийшов до вищої ліги Австрії і зайняв 9-те місце з 14 клубів у своєму першому сезоні, випередивши на п'ять очок клубів-конкурентів з зони вильоту.

### 1953–1970
Уродженець Відня Еріх Пробст став першим в історії гравцем збірної від Зальцбурга, зігравши свій останній з 19 матчів за збірну Австрії 27 березня 1960 року. Адольф Мацек, який провів перший зі своїх чотирьох матчів за збірну 9 жовтня 1965 року, став першим місцевим гравцем клубу, який виходив на поле у футболці збірної Австрії.

### 1970–1990
У сезоні 1970/71 років Зальцбург вперше зайняв друге місце у вищому дивізіоні національному чемпіонаті, набравши 43 очки, у той же час у «Ваккера» (Інсбрук) було 44 очки. Перша в історії єврокубкова кампанія клубу відбулася в Кубку УЄФА 1971/72, і поступився румунському клубу УТА з загальним рахунком 4:5, незважаючи на домашню перемогу 3:1 у матчі-відповіді. У 1974 році «Зальцбург» вперше вийшов у фінал Кубку Австрії, програвши (1:2) на виїзді «Аустрія» (Відень) у першому матчі, а потім зіграв домашній матч внічию (1:1).

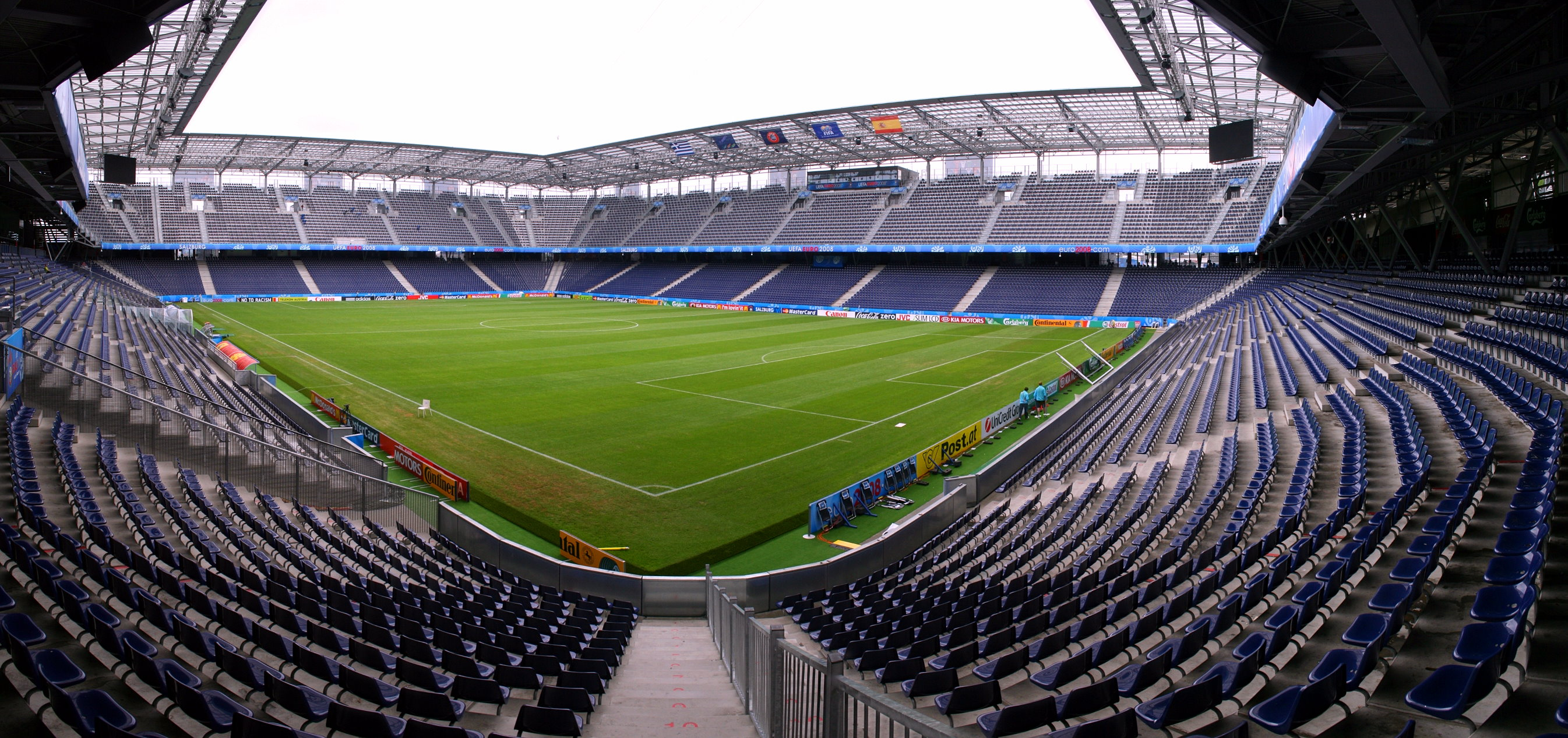
Зальцбург переїхав на свій нинішній стадіон, тепер відомий як «Ред Булл Арена» у 2003 році.

У 1978 році офіційна назву клубу змінили на СВ «Казіно» (Зальцбург), а в 1997 році на СВ «Вюстенрот» (Зальцбург) через спонсорську угоду з австрійською корпорацією фінансових послуг. Команду часто називали СВ «Аустрія» (Зальцбкрг).

### 1990–2010
Зальцбург дійшов до свого першого і поки єдиного єврокубкового фіналу, фіналу Кубку УЄФА 1994 року, де програв обидва матчі міланському «Інтеру» з рахунком 0:1. Того ж сезону Зальцбург виграв свій перший титул у Бундеслізі, обігравши віденську «Аустрію» з 51-им набраним очком проти 49. Титул був збережений у наступному сезоні, коли «Зальцбург» переміг «Штурм» (Грац) за кращою різницею забитих м'ячів. У сезоні 1995/96 років спостерігалося падіння до восьмого місця, на одне вище від плей-оф на виліт, але третій титул клубу за чотири сезони було здобуто в 1997 році, коли вони випередили на три очки діючого чемпіону «Рапід» (Відень).
Під час першої кампанії «Зальцбурга» у Лізі чемпіонів 1994/95 роках вони вийшли до групового етапу, обігравши ізраїльський «Маккабі» (Хайфа) з загальним рахунком 5:2. Вони потрапили до групи D, разом з чинним володарем та майбутнім фіналістом турніру «Міланом» та майбутнім переможцем турніру «Аяксом», а також АЕК Афіни. Незважаючи на два нічийні матчі з «Аяксом» та переможний (3:1) поєдинок в Афінах австрійський клуб фінішував у групі на 3-му місці й залишив турнір.
У 2003 році зальцбурзький клуб переїхав на свій теперішній домашній стадіон

#### Поглинання Red Bull
6 квітня 2005 року компанія Red Bull на чолі з Дітріхом Матешицем придбала «Зальцбург Спорт АГ». Статут клубу було змінено таким чином, щоб RedBull Salzburg GmbH мала виключне право призначати та відкликати членів правління клубу. Після поглинання Матешиц змінив назву клубу, керівництво та персонал, а також заявив, що «це новий клуб без історії». На офіційному сайті клубу спочатку стверджувалося, що він був заснований у 2005 році, але Австрійська футбольна асоціація наказала видалити цю інформацію. Нова влада видалила всі сліди фіолетового кольору з логотипу клубу, і команда тепер грає в червоно-білих кольорах, до жаху більшої частини фанатів  клубу зі стажем. Невелика пара крил формує мотив нового клубного герба, зображений на футболці команди, відповідно до тогочасного комерційного гаслом Red Bull: «дає вам крила». Цей повний ребрендинг команди виявився дуже схожим на те, як Red Bull ставилися до двох гоночних команд Формули-1, Red Bull Racing і Scuderia Torro Rosso, тепер перейменованих як Scuderia AlphaTauri. Red Bull, однак, не повністю слідував цьому прецеденту, коли придбав клуб MetroStars з Major League Soccer (MLS) у Сполучених Штатах; перейменувавши команду на «Нью-Йорк Ред Буллз», вона вирішила визнати історію MetroStars.

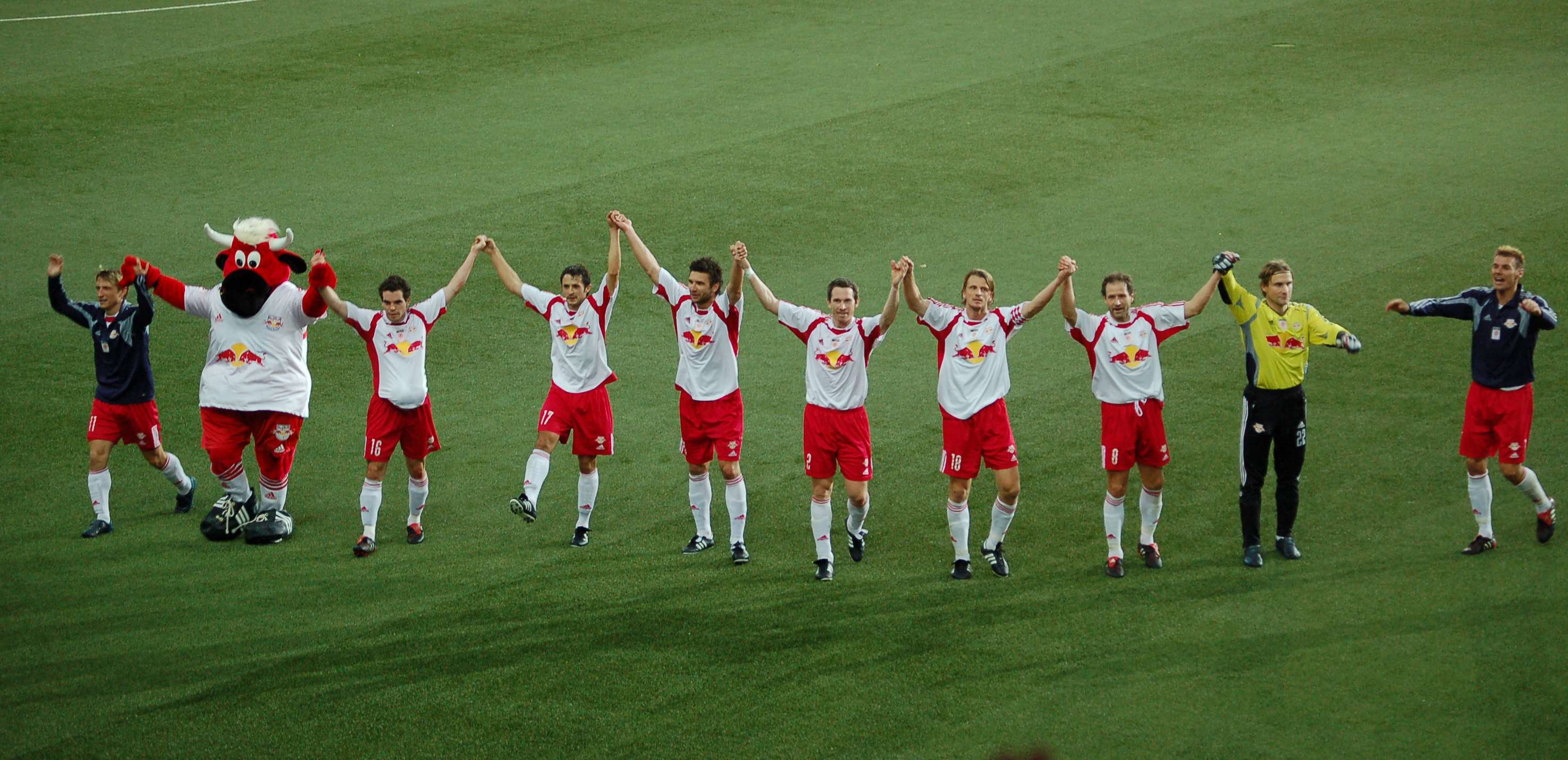
«Ред Булл» (Зальцбург), жовтень 2005

Прихильники традицій намагалися протистояти радикальним змінам і створили власний рух, щоб відновити частину традицій. декілька фан-клубів по всій Європі висловили свою підтримку в тому, що вони бачили як боротьбу зі зростаючою комерціалізацією футболу. Однак після п’яти місяців протестів і переговорів між власниками клубу й традиційними вболівальниками компромісу досягти не вдалося. 15 вересня 2005 року прихильники «фіолетових» заявили, що переговори безповоротно зірвалися і зусилля щодо досягнення угоди будуть припинені.
Це породило дві окремі фан-групи: «червоно-білі», які вболівають за «Ред Булл Зальцбург», і «фіолет-білі», які хочуть зберегти 72-річну традицію і відмовляються підтримувати ребрендинг клубу. «Фіолетово-білі» зрештою сформували новий клуб, «Аустрія» (Зальцбург), після того, як відхилили пропозицію Red Bull зберегти оригінальні кольори лише для шкарпеток воротаря на виїзних матчах як образу.
Згодом на сайті клубу була відновлена історія клубу з 1933 року.

#### Ера Red Bull

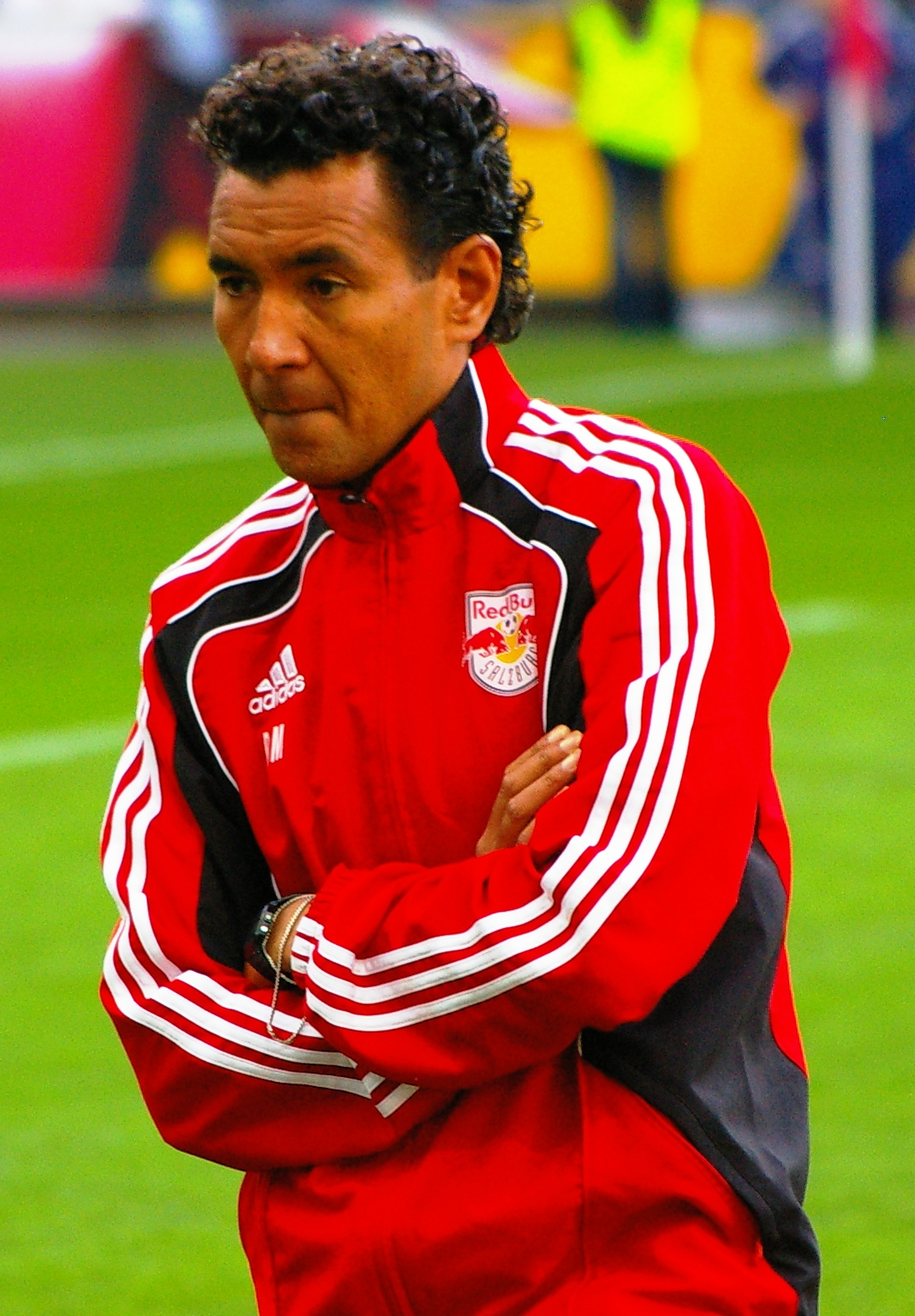
Під керівнцитвом нідерландця Рікардо Моніса привів «Ред Бул» до золотого дубля, Бундесліги та кубку в сезоні 2011/12 років.

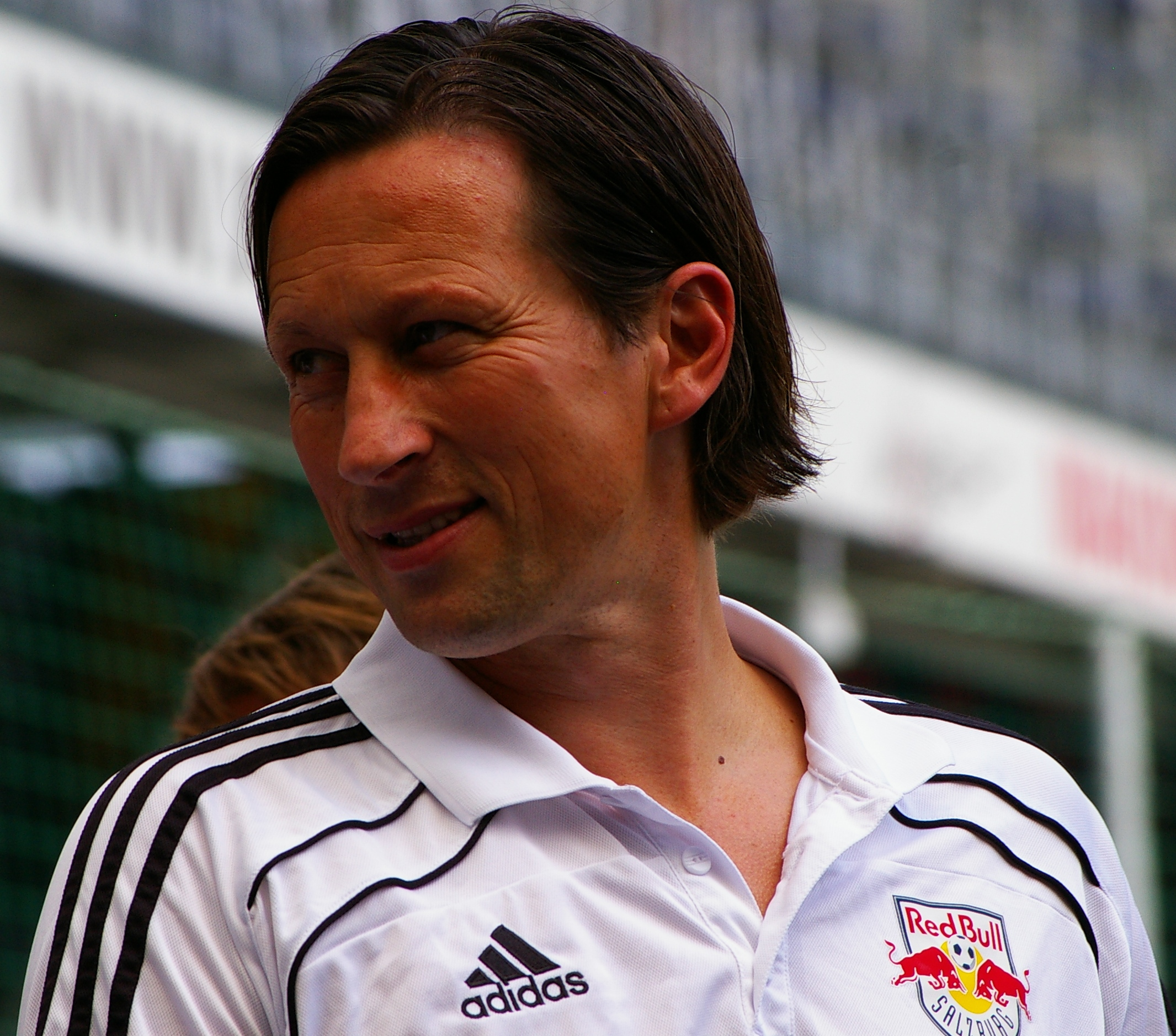
Німець Роджер Шмідт тренував команду з 2012 по 2014 рік.

У травні 2006 року Red Bull оголосила на своєму вебсайті, що найняла італійського тренера-ветерана Джованні Трапаттоні разом із його колишнім гравцем, німецьким переможцем чемпіонату світу Лотаром Маттеусом, як співтренер. Спочатки тренери заперечували те, що уклала угоду, але офіційно стали тренерами клубу вже 23 травня 2006 року. «Ред Булл» зрештою виграв Бундеслігу 2006–2007 років із значним відривом, за п’ять матчів до завершення сезону, 28 квітня 2007 року після нічийного (2:2) поєдинку з чемпіоном попереднього сезону, «Аустрією» (Відень).
У третьому кваліфікаційному раунді Ліги чемпіонів УЄФА 2007/08 «Ред Булл» поступився донецький «Шахтар», а потім вилетів у першому раунді з Кубку УЄФА 2007/08 афінським АЕКом. 13 лютого 2008 року Джованні Трапаттоні підтвердив, що в травні вступить на посаду нового тренера національної збірної Республіки Ірландія. У своєму останньому сезоні клуб посів друге місце, відстаючи від чемпіона віденського «Рапіда» на шість очок. Трапаттоні змінив Ко Адріансе, під керівництвом якого вони фінішували як чемпіони, але пішов вже через рік. Його наступником став Губ Стевенс. 14 травня 2010 року «Ред Булл» Стівенса зберіг місце в Бундеслігу.

### 2010–2020

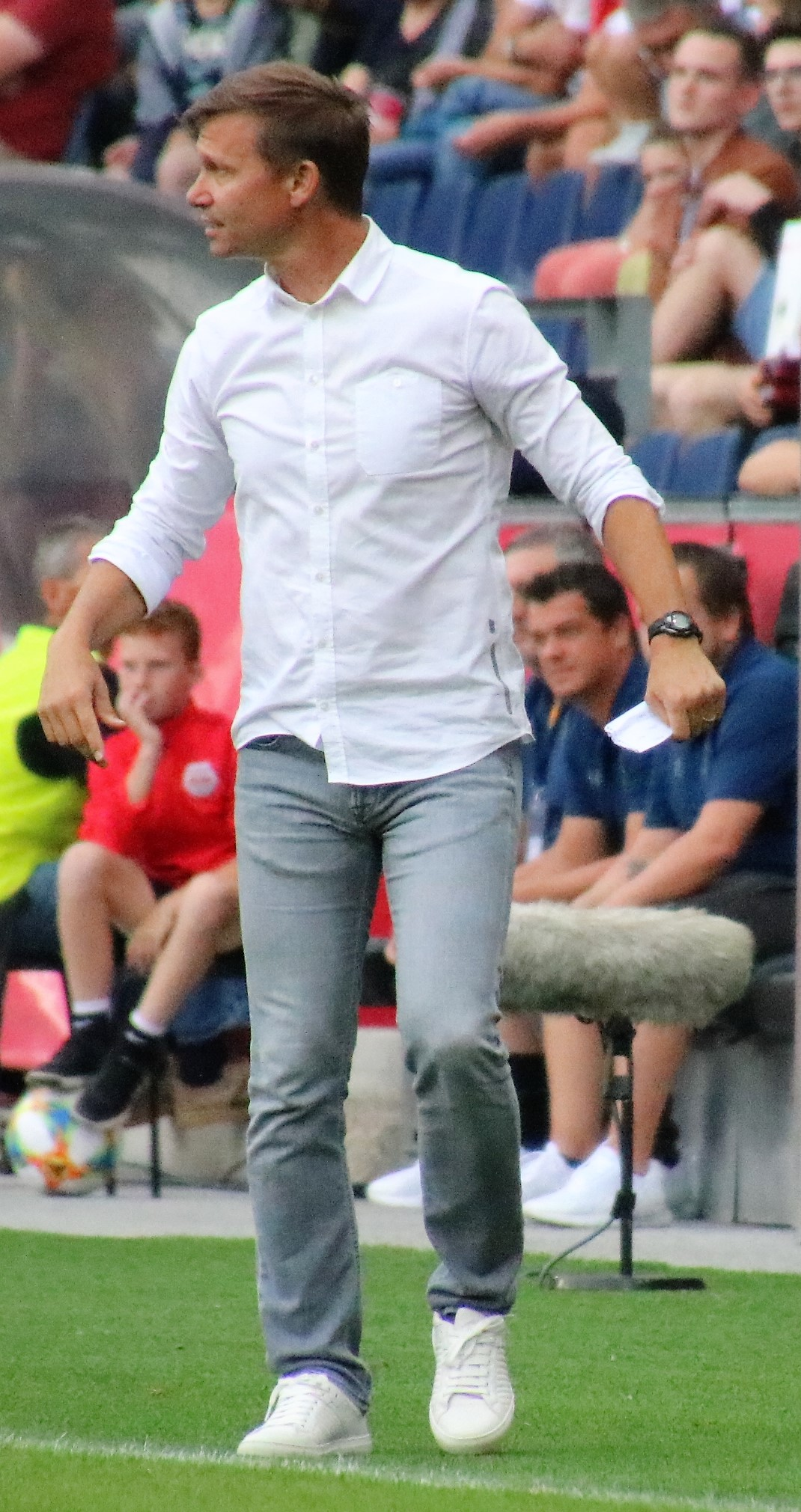
Джессі Марш – колишній головний тренер команди

Наприкінці сезону 2010/11 років Стівенса замінив голландець Рікардо Моніс, коли «Ред Булл» позбавив «Штурму» (Грац) третього поспіль титулу, який виграв чемпіонат з перевагою в три очки. «Ред Булл» зайняв друге місце в національному чемпіонаті та здобув путівку до Ліги Європи на наступний сезон. Моніс отримав завдання інтегрувати до першої команди гравців із молодіжного складу: на початку сезону 2011/12 років до основної команди перевели Даніеля Оффенбахера, Мартіна Гінтереггера, Георга Тейгля та Марко Мейлінгера. У сезоні 2011/12 років «Ред Булл» виграв золотий дубль, Бундеслігу та національний кубок.
По завершенні сезону 2011/12 років Рікардо Моніс залишив свою посаду, незважаючи на те, що до закінчення терміну дії контракту залишився ще рік. Новим тренером на сезон 2012/13 років призначили Роджера Шмідта, який вивів «Падерборн» до Другої німецької Бундесліги. У липні 2012 року «Ред Булл» вилетів з Ліги чемпіонів у другому раунді кваліфікації від «Ф91 Дюделанж» з Люксембурга, програвши в першому матчі на виїзді з рахунком 0:1, після чого здобула домашню перемогу з рахунком 4:3, але за підсумками двох матчів через пропущені вдома м'ячі залишив найпрестижніший клубний футбольний турнір.
Після цього команда кардинально змінилася. Наприкінці трансферного вікна придбали нових гравців: Валона Берішу, Кевіна Кампля, Гаварда Нільсена, Садіо Мане, Айзека Ворсу, Роднея. У сезоні 2012/13 років команда посіла друге місце в лізі, поступившись чемпіону «Аустрії» (Відень). Але вже наступного сезону повернули титул чемпіона, випередивши срібного призера на 11 очок. Окрім цього, у сезонах 2014/15 та 2015/16 років вони виграли Бундеслігу та національний кубок. У грудні 2014 року тренера Пітера Зейдлера звільнили, у двох останніх матчах першої половини сезону його підміняв Томас Летч. Потім команду очолив Оскар Гарсія.
У наступному сезоні 2016/17 років «Зальцбург» знову виграв і Бундеслігу, і національний кубок. У 2018 році «Зальцбург» програв фінал кубку «Штурму» (Грац). На початку сезону 2017/18 років Марко Розе став новим головним тренером після того, як Оскар Гарсія залишив клуб. У Лізі Європи «Зальцбург» пройшов «Боруссію» (Дортмунд) та «Лаціо» й дійшов до півфіналу, в якому програв «Олімпіку» (Марсель) за підсумками додаткового часу з загальним рахунком 2:3.
Після одинадцяти невдалих спроб вийти в груповий етап, «Ред Булл» зумів безпосередньо пройти кваліфікацію до Ліги чемпіонів 2019–/20, оскільки переможець Ліги чемпіонів УЄФА 2018/19, «Ліверпуль», пройшов кваліфікацію до турніру через свій національний чемпіонат.
З 2013 по 2019 рік «Зальцбург» заробив 300 мільйонів євро на трансферах таких гравців, як Моанес Дабур, Ксавер Шлагер, Штефан Лайнер, Ганнес Вольф, Діаді Самассеку, Мінаміно Такумі, Ерлінг Голанд.

### 2020—наш час
У 2021 році «Зальцбург» мав трансферний баланс +218 млн євро за останні 5 сезонів і став третім серед учасників Ліги чемпіонів після «Бенфіки» (+335 млн євро) та «Аяксу» (+242 млн євро). Зальцбург щороку мав позитивне сальдо.

### Партнерство з «РБ Лейпциг»
У 2009 році Red Bull придбав аматорський клуб у Лейпцигу, Німеччина, і перейменував його в нім. RasenBallsport Leipzig (так названий, щоб обійти місцеві правила корпоративних імен) з метою створення провідної фірмової команди в цій країні в аналогічній формі з існуючими франшизами в Зальцбурзі та інших місцях. Протягом наступного десятиліття «Лейпциг» став головним футбольним проектом власників, і прикладом партнерських стосунки між командами була кількості гравців, які переходили від одного клубу до іншого (Георг Тейгль, Марсель Забітцер, Йорді Рейна та Штефан Ільзанкер перейшли із «Зальцбурга» до «Лейпцига»), дехто з австрійських вболівальників все більше дратується тим, що їхні найкращі гравці підписали контракт із клубом «зведеного брата» у своїй місії просуватися по рівням німецького футболу. Існують також зв’язки між їх молодіжними академіями і скаутськими мережами.
Зайнявши друге місце у своєму дебютному сезоні у вищому дивізіоні Німеччини, «РБ Лейпциг» вперше отримав право зіграти в континентальному футболі, зокрема в Лізі чемпіонів УЄФА 2017/18, у якій «Ред Булл» (Зальцбург) також кваліфікувався як чемпіон Австрії; це підняло питання про можливий конфлікт інтересів між клубами через рівень впливу компанії Red Bull на обидві команди та тісні спортивні стосунки між ними в різних сферах діяльності клубу. Після вивчення операційних структур у червні 2017 року УЄФА заявив, що згідно зі своїми правилами, обидва клуби (зокрема, й Зальцбург) були належним чином незалежними від корпорації Red Bull і достатньо відрізнялися один від одного, щоб обидва бути допущені до своїх змагань. У першому сезоні після вище вказаного рішення обидва клуби вийшли до чвертьфіналу Ліги Європи УЄФА 2017/18, але не зіграли один з одним, а «РБ Лейпциг» поступився «Олімпіку» (Марсель), який у півфіналі обіграв «Зальцбург». Однак у наступному розіграші вище вказаного турніру «РБ Лейпциг» і «Ред Булл Зальцбург» разом потрапили в групу B, щоб вперше зустрітися в офіційних турнірах. «Зальцбург» переміг в обох матчах між клубами (3:2 у Німеччині, 1:0 в Австрії), а також виграв усі інші свої матчі, щоб очолити групу, тоді як «Лейпциг» не зміг вийти з групи, втративши ще й очки проти «Селтіка» та «Русенборга». 17 грудня 2020 року Домінік Собослаї збирався стати другим гравцем «РБ Зальцбург», який перейшов у «РБ Лейпциг» за 6 місяців після того, як Хван Хі Чхан перебрався до команду влітку.

## Досягнення
- Чемпіон Австрії (17): 1993–1994, 1994–1995, 1996–1997, 2006–2007, 2008–2009, 2009–2010, 2011–2012, 2013–2014, 2014–2015, 2015–2016, 2016–2017, 2017–2018, 2018–2019, 2019–2020, 2020–2021, 2021–2022, 2022–2023
- Другий призер чемпіонату Австрії (9): 1970–1971, 1991–1992, 1992–1993, 2005–2006, 2007–2008, 2010–2011, 2012–2013, 2023–2024, 2024-2025
- Третій призер чемпіонату Австрії (1): 2002–2003
- Володар Кубка Австрії (9): 2012, 2014, 2015, 2016, 2017, 2019, 2020, 2021, 2022
- Фіналіст Кубка Австрії (5): 1974, 1980, 1981, 2000, 2018
- Володар Суперкубка Австрії (3): 1994, 1995, 1997
- Фіналіст Кубка УЄФА (1): 1993–94

## Склад команди
Станом на 16 серпня 2025
| №  | Поз. | Нац.      | Гравець           |
| -- | ---- | --------- | ----------------- |
| 1  | ВР   | Австрія   | Александер Шлагер |
| 2  | ЗХ   | Данія     | Якоб Расмуссен    |
| 3  | ЗХ   | Сербія    | Алекса Терзич     |
| 4  | ЗХ   | Швеція    | Йон Мельберг      |
| 5  | ПЗ   | Малі      | Сумаїла Діабате   |
| 6  | ЗХ   | Австрія   | Самсон Байду      |
| 7  | ПЗ   | Аргентина | Ніколас Капальдо  |
| 9  | НП   | Австрія   | Карім Онісіво     |
| 10 | ПЗ   | Англія    | Боббі Кларк       |
| 11 | НП   | Бельгія   | Йорбе Вертессен   |
| 14 | ПЗ   | Данія     | Мауріц К'єргор    |
| 15 | ПЗ   | Малі      | Мамаді Діамбу     |
| 16 | ПЗ   | Японія    | Такуму Кавамура   |
| 18 | ПЗ   | Данія     | Мадс Бідструп     |

| №  | Поз. | Нац.                 | Гравець              |
| -- | ---- | -------------------- | -------------------- |
| 19 | НП   | Кот-д'Івуар          | Карім Конате         |
| 20 | НП   | Гана                 | Едмунд Байду         |
| 21 | НП   | Сербія               | Петар Ратков         |
| 23 | ЗХ   | Франція              | Жоан Году            |
| 27 | НП   | Боснія і Герцеговина | Керім Алайбегович    |
| 28 | НП   | Данія                | Адам Дагім           |
| 37 | ПЗ   | Австрія              | Тім Труммер          |
| 38 | ПЗ   | Австрія              | Валентин Зульцбахер  |
| 44 | ЗХ   | Австрія              | Яннік Шустер         |
| 45 | НП   | Малі                 | Доржелес Нене        |
| 49 | НП   | Малі                 | Мусса Єо             |
| 52 | ВР   | Австрія              | Крістіан Завішицький |
| 91 | ЗХ   | Японія               | Анрі Чейз            |
| 92 | ВР   | Австрія              | Салко Хамжич         |

## Статистика виступів у єврокубках

### По турнірах
Станом на 2 листопада 2021
| Змагання                      | Зіграні | Перемоги | Нічиї | Поразки | ЗМ  | ПМ  | РМ  | %Перемог |
| ----------------------------- | ------- | -------- | ----- | ------- | --- | --- | --- | -------- |
| Ліга чемпіонів УЄФА           | 76      | 33       | 18    | 25      | 117 | 97  | +20 | 43,42    |
| Кубок володарів кубків        | 2       | 0        | 0     | 2       | 0   | 8   | −8  | 00.00    |
| Кубок УЄФА / Ліга Європи УЄФА | 120     | 62       | 17    | 41      | 196 | 144 | +52 | 51,67    |
| Кубок Інтертото               | 12      | 4        | 3     | 5       | 22  | 19  | +3  | 33,33    |
| Загалом                       | 210     | 99       | 38    | 73      | 335 | 268 | —   | 47,14    |

Легенда: ЗМ = Забиті м'ячі. ПМ = Пропущені м'ячі. ЗМ = Різниця м'ячів.
- Кв = Кваліфікація
- ПО = Плей-оф
- ЧФ = 1/4 фіналу
- ПФ = 1/2 фіналу

### Матчі
| Сезон   | Змагання                                    | Раунд       | Країна             | Клуб                            | Вдома      | На виїзді | Загалом        |
| ------- | ------------------------------------------- | ----------- | ------------------ | ------------------------------- | ---------- | --------- | -------------- |
| 1971–72 | Кубок УЄФА                                  | 1           | Румунія            | УТ Арад                         | 3–1        | 1–4       | 4–5            |
| 1976–77 | Кубок УЄФА                                  | 1           | Туреччина          | «Аданаспор»                     | 5–0        | 0–2       | 5–2            |
| 1976–77 | Кубок УЄФА                                  | 2           | Югославія          | «Црвена Звезда» (Белград)       | 2–1        | 0–1       | 2–2            |
| 1980–81 | Кубок володарів кубків                      | 1           | Німеччина          | «Фортуна» (Дюссельдорф)         | 0–3        | 0–5       | 0–8            |
| 1992–93 | Кубок УЄФА                                  | 1           | Нідерланди         | «Аякс»                          | 0–3        | 1–3       | 1–6            |
| 1993–94 | Кубок УЄФА                                  | 1           | Словаччина         | ДАК (Дунайська Стреда)          | 2–0        | 2–0       | 4–0            |
| 1993–94 | Кубок УЄФА                                  | 2           | Бельгія            | «Антверпен»                     | 1–0        | 1–0       | 2–0            |
| 1993–94 | Кубок УЄФА                                  | 3           | Португалія         | «Спортінг» (Лісабон)            | 3–0 (д.ч.) | 0–2       | 3–2            |
| 1993–94 | Кубок УЄФА                                  | ЧФ          | Німеччина          | «Айнтрахт» (Франкфурт-на-Майні) | 1–0        | 0–1       | 1–1 (5–4 пен.) |
| 1993–94 | Кубок УЄФА                                  | ПФ          | Німеччина          | «Карлсруе»                      | 0–0        | 1–1       | 1–1            |
| 1993–94 | Кубок УЄФА                                  | Фінал       | Італія             | Інтернаціонале                  | 0–1        | 0–1       | 0–2            |
| 1994–95 | Ліга чемпіонів УЄФА як «Казино» (Зальцбург) | Кв1         | Ізраїль            | «Маккабі» (Хайфа)               | 3–1        | 2–1       | 5–2            |
| 1994–95 | Ліга чемпіонів УЄФА як «Казино» (Зальцбург) | Група D     | Греція             | АЕК (Афіни)                     | 0–0        | 3–1       | 3-тє місце     |
| 1994–95 | Ліга чемпіонів УЄФА як «Казино» (Зальцбург) | Група D     | Італія             | «Мілан»                         | 0–1        | 0–3       | 3-тє місце     |
| 1994–95 | Ліга чемпіонів УЄФА як «Казино» (Зальцбург) | Група D     | Нідерланди         | Аякс                            | 0–0        | 1–1       | 3-тє місце     |
| 1995–96 | Ліга чемпіонів УЄФА                         | Кв1         | Румунія            | «Стяуа» (Бухарест)              | 0–0        | 0–1       | 0–1            |
| 1997–98 | Ліга чемпіонів УЄФА                         | Кв1         | Чехія              | «Спарта» (Прага)                | 0–0        | 0–3       | 0–3            |
| 1997–98 | Кубок УЄФА                                  | 1           | Бельгія            | «Андерлехт»                     | 4–3        | 2–4       | 6–7            |
| 1998    | Кубок Інтертото                             | 2           | Швейцарія          | «Санкт-Галлен»                  | 3–1        | 0–1       | 3–2            |
| 1998    | Кубок Інтертото                             | 3           | Нідерланди         | «Твенте»                        | 3–1        | 2–2       | 5–3            |
| 1998    | Кубок Інтертото                             | 4           | Нідерланди         | «Фортуна» (Сіттард)             | 3–1        | 1–2       | 4–3            |
| 1998    | Кубок Інтертото                             | 5           | Іспанія            | «Валенсія»                      | 0–2        | 1–2       | 1–4            |
| 2000    | Кубок Інтертото                             | 2           | Молдова            | «Ністру» (Атаки)                | 1–1        | 6–2       | 7–3            |
| 2000    | Кубок Інтертото                             | 3           | Бельгія            | «Стандард» (Льєж)               | 1–1        | 1–3       | 2–4            |
| 2003–04 | Кубок УЄФА                                  | 1           | Італія             | «Удінезе»                       | 0–1        | 2–1       | 2–2            |
| 2003–04 | Кубок УЄФА                                  | 2           | Італія             | «Парма»                         | 0–4        | 0–5       | 0–9            |
| 2006–07 | Ліга чемпіонів УЄФА                         | Кв2         | Швейцарія          | «Цюрих»                         | 2–0        | 1–2       | 3–2            |
| 2006–07 | Ліга чемпіонів УЄФА                         | Кв3         | Іспанія            | «Валенсія»                      | 1–0        | 0–3       | 1–3            |
| 2006–07 | UEFA Cup                                    | 1           | Англія             | «Блекберн Роверз»               | 2–2        | 0–2       | 2–4            |
| 2007–08 | Ліга чемпіонів УЄФА                         | Кв2         | Латвія             | «Вентспілс»                     | 4–0        | 3–0       | 7–0            |
| 2007–08 | Ліга чемпіонів УЄФА                         | Кв3         | Україна            | «Шахтар» (Донецьк)              | 1–0        | 1–3       | 2–3            |
| 2007–08 | Кубок УЄФА                                  | 1           | Греція             | АЕК (Афіни)                     | 1–0        | 0–3       | 1–3            |
| 2008–09 | Кубок УЄФА                                  | Кв1         | Вірменія           | «Бананц»                        | 7–0        | 3–0       | 10–0           |
| 2008–09 | Кубок УЄФА                                  | Кв2         | Литва              | «Судува» (Маріямполь)           | 0–1        | 4–1       | 4–2            |
| 2008–09 | Кубок УЄФА                                  | 1           | Іспанія            | «Севілья»                       | 0–2        | 0–2       | 0–4            |
| 2009–10 | Ліга чемпіонів УЄФА                         | Кв2         | Ірландія           | «Богеміан»                      | 1–1        | 1–0       | 2–1            |
| 2009–10 | Ліга чемпіонів УЄФА                         | Кв3         | Хорватія           | «Динамо» (Загреб)               | 1–1        | 2–1       | 3–2            |
| 2009–10 | Ліга чемпіонів УЄФА                         | ПО          | Ізраїль            | «Маккабі» (Хайфа)               | 1–2        | 0–3       | 1–5            |
| 2009–10 | Ліга Європи УЄФА                            | Група G     | Італія             | «Лаціо»                         | 2–1        | 2–1       | 1-ше місце     |
| 2009–10 | Ліга Європи УЄФА                            | Група G     | Іспанія            | «Вільярреал»                    | 2–0        | 1–0       | 1-ше місце     |
| 2009–10 | Ліга Європи УЄФА                            | Група G     | Болгарія           | «Левські» (Софія)               | 1–0        | 1–0       | 1-ше місце     |
| 2009–10 | Ліга Європи УЄФА                            | 1/16 фіналу | Бельгія            | «Стандард» (Льєж)               | 0–0        | 2–3       | 2–3            |
| 2010–11 | Ліга чемпіонів УЄФА                         | Кв2         | Фарерські острови  | «ГБ Торсгавн»                   | 5–0        | 0–1       | 5–1            |
| 2010–11 | Ліга чемпіонів УЄФА                         | Кв3         | Кіпр               | «Омонія»                        | 4–1        | 1–1       | 5–2            |
| 2010–11 | Ліга чемпіонів УЄФА                         | ПО          | Ізраїль            | «Хапоель» (Тель-Авів)           | 2–3        | 1–1       | 3–4            |
| 2010–11 | Ліга Європи УЄФА                            | Група A     | Англія             | «Манчестер Сіті»                | 0–2        | 0–3       | 4th Place      |
| 2010–11 | Ліга Європи УЄФА                            | Група A     | Польща             | «Лех» (Познань)                 | 0–1        | 0–2       | 4th Place      |
| 2010–11 | Ліга Європи УЄФА                            | Група A     | Італія             | «Ювентус»                       | 1–1        | 0–0       | 4th Place      |
| 2011–12 | Ліга Європи УЄФА                            | Кв2         | Латвія             | «Металургс» (Лієпая)            | 4–1        | 0–0       | 4–1            |
| 2011–12 | Ліга Європи УЄФА                            | Кв3         | Словаччина         | «Сениця»                        | 1–0        | 3–0       | 4–0            |
| 2011–12 | Ліга Європи УЄФА                            | ПО          | Кіпр               | «Омонія»                        | 1–0        | 1–2       | 2–2            |
| 2011–12 | Ліга Європи УЄФА                            | Група F     | Словаччина         | «Слован» (Братислава)           | 3–0        | 3–2       | 2-ге місце     |
| 2011–12 | Ліга Європи УЄФА                            | Група F     | Іспанія            | «Атлетік» (Більбао)             | 0–1        | 2–2       | 2-ге місце     |
| 2011–12 | Ліга Європи УЄФА                            | Група F     | Франція            | «Парі Сен-Жермен»               | 2–0        | 1–3       | 2-ге місце     |
| 2011–12 | Ліга Європи УЄФА                            | 1/16 фіналу | Україна            | «Металіст» (Харків)             | 0–4        | 1–4       | 1–8            |
| 2012–13 | Ліга чемпіонів УЄФА                         | Кв2         | Люксембург         | «Ф91 Дюделанж»                  | 4–3        | 0–1       | 4–4            |
| 2013–14 | Ліга чемпіонів УЄФА                         | Кв3         | Туреччина          | Фенербахче                      | 1–1        | 1–3       | 2–4            |
| 2013–14 | Ліга Європи УЄФА                            | ПО          | Литва              | «Жальгіріс» (Вільнюс)           | 5–0        | 2–0       | 7–0            |
| 2013–14 | Ліга Європи УЄФА                            | Група C     | Швеція             | «Ельфсборг»                     | 4–0        | 1–0       | 1-ше місце     |
| 2013–14 | Ліга Європи УЄФА                            | Група C     | Данія              | Есб'єрг                         | 3–0        | 2–1       | 1-ше місце     |
| 2013–14 | Ліга Європи УЄФА                            | Група C     | Бельгія            | «Стандард» (Льєж)               | 2–1        | 3–1       | 1-ше місце     |
| 2013–14 | Ліга Європи УЄФА                            | 1/16 фіналу | Нідерланди         | «Аякс»                          | 3–1        | 3–0       | 6–1            |
| 2013–14 | Ліга Європи УЄФА                            | 1/8 фіналу  | Швейцарія          | «Базель»                        | 1–2        | 0–0       | 1–2            |
| 2014–15 | Ліга чемпіонів УЄФА                         | 3кв.        | Азербайджан        | «Карабах»                       | 2–0        | 1–2       | 3–2            |
| 2014–15 | Ліга чемпіонів УЄФА                         | ПО          | Швеція             | «Мальме»                        | 2–1        | 0–3       | 2–4            |
| 2014–15 | Ліга Європи УЄФА                            | Група D     | Шотландія          | «Селтік»                        | 2–2        | 3–1       | 1-ше місце     |
| 2014–15 | Ліга Європи УЄФА                            | Група D     | Румунія            | «Астра» (Джурджу)               | 5–1        | 2–1       | 1-ше місце     |
| 2014–15 | Ліга Європи УЄФА                            | Група D     | Хорватія           | «Динамо» (Загреб)               | 4–2        | 5–1       | 1-ше місце     |
| 2014–15 | Ліга Європи УЄФА                            | 1/16 фіналу | Іспанія            | «Вільярреал»                    | 1–3        | 1–2       | 2–5            |
| 2015–16 | Ліга чемпіонів УЄФА                         | 3Кв.        | Швеція             | «Мальме»                        | 2–0        | 0–3       | 2–3            |
| 2015–16 | Ліга Європи УЄФА                            | ПО          | Білорусь           | «Динамо» (Мінськ)               | 2–0        | 0–2       | 2–2 (2–3 пен.) |
| 2016–17 | Ліга чемпіонів УЄФА                         | 2Кв.        | Латвія             | «Лієпая»                        | 1–0        | 2–0       | 3–0            |
| 2016–17 | Ліга чемпіонів УЄФА                         | 3Кв.        | Албанія            | «Партизані»                     | 2–0        | 1–0       | 3–0            |
| 2016–17 | Ліга чемпіонів УЄФА                         | ПО          | Хорватія           | «Динамо» (Загреб)               | 1–2 д.ч.   | 1–1       | 2–3            |
| 2016–17 | Ліга Європи УЄФА                            | Група I     | Німеччина          | «Шальке 04»                     | 2–0        | 1–3       | 3-тє місце     |
| 2016–17 | Ліга Європи УЄФА                            | Група I     | Росія              | «Краснодар»                     | 0–1        | 1–1       | 3-тє місце     |
| 2016–17 | Ліга Європи УЄФА                            | Група I     | Франція            | «Ніцца»                         | 0–1        | 2–0       | 3-тє місце     |
| 2017–18 | Ліга чемпіонів УЄФА                         | 2Кв.        | Мальта             | «Гіберніанс»                    | 3–0        | 3–0       | 6–0            |
| 2017–18 | Ліга чемпіонів УЄФА                         | 3Кв.        | Хорватія           | «Рієка»                         | 1–1        | 0–0       | 1–1 (в.г.)     |
| 2017–18 | Ліга Європи УЄФА                            | ПО          | Румунія            | «Віїторул» (Констанца)          | 4–0        | 3–1       | 7–1            |
| 2017–18 | Ліга Європи УЄФА                            | Група I     | Франція            | «Марсель»                       | 1–0        | 0–0       | 1-ше місце     |
| 2017–18 | Ліга Європи УЄФА                            | Група I     | Португалія         | «Віторія» (Гімарайнш)           | 3–0        | 1–1       | 1-ше місце     |
| 2017–18 | Ліга Європи УЄФА                            | Група I     | Туреччина          | «Коньяспор»                     | 0–0        | 2–0       | 1-ше місце     |
| 2017–18 | Ліга Європи УЄФА                            | 1/16 фіналу | Іспанія            | «Реал Сосьєдад»                 | 2–1        | 2–2       | 4–3            |
| 2017–18 | Ліга Європи УЄФА                            | 1/8 фіналу  | Німеччина          | «Боруссія» (Дортмунд)           | 0–0        | 2–1       | 2–1            |
| 2017–18 | Ліга Європи УЄФА                            | ЧФ          | Італія             | «Лаціо»                         | 4–1        | 2–4       | 6–5            |
| 2017–18 | Ліга Європи УЄФА                            | ПФ          | Франція            | «Марсель»                       | 2–1 д.ч.   | 0–2       | 2–3            |
| 2018–19 | Ліга чемпіонів УЄФА                         | 3Кв.        | Північна Македонія | «Шкендія»                       | 3–0        | 1–0       | 4–0            |
| 2018–19 | Ліга чемпіонів УЄФА                         | ПО          | Сербія             | «Црвена Звезда» (Белград)       | 2–2        | 0–0       | 2–2 (в.г.)     |
| 2018–19 | Ліга Європи УЄФА                            | Група B     | Норвегія           | «Русенборг»                     | 3–0        | 5–2       | 1-ше місце     |
| 2018–19 | Ліга Європи УЄФА                            | Група B     | Шотландія          | «Селтік»                        | 3–1        | 2–1       | 1-ше місце     |
| 2018–19 | Ліга Європи УЄФА                            | Група B     | Німеччина          | «РБ Лейпциг»                    | 1–0        | 3–2       | 1-ше місце     |
| 2018–19 | Ліга Європи УЄФА                            | 1/16 фіналу | Бельгія            | «Брюгге»                        | 4–0        | 1–2       | 5–2            |
| 2018–19 | Ліга Європи УЄФА                            | 1/8 фіналу  | Італія             | «Наполі»                        | 3–1        | 0–3       | 3–4            |
| 2019–20 | Ліга чемпіонів УЄФА                         | Група E     | Бельгія            | «Генк»                          | 6–2        | 4–1       | 3-тє місце     |
| 2019–20 | Ліга чемпіонів УЄФА                         | Група E     | Італія             | «Наполі»                        | 2–3        | 1–1       | 3-тє місце     |
| 2019–20 | Ліга чемпіонів УЄФА                         | Група E     | Англія             | «Ліверпуль»                     | 0–2        | 3–4       | 3-тє місце     |
| 2019–20 | Ліга Європи УЄФА                            | 1/16 фіналу | Німеччина          | «Айнтрахт» (Франкфурт-на-Майні) | 2–2        | 1–4       | 3–6            |
| 2020–21 | Ліга чемпіонів УЄФА                         | ПО          | Ізраїль            | «Маккабі» (Тель-Авів)           | 3–1        | 2–1       | 5–2            |
| 2020–21 | Ліга чемпіонів УЄФА                         | Група A     | Німеччина          | «Баварія» (Мюнхен)              | 2–6        | 1–3       | 3-тє місце     |
| 2020–21 | Ліга чемпіонів УЄФА                         | Група A     | Іспанія            | «Атлетіко (Мадрид)»             | 0–2        | 2–3       | 3-тє місце     |
| 2020–21 | Ліга чемпіонів УЄФА                         | Група A     | Росія              | «Локомотив» (Москва)            | 2–2        | 3–1       | 3-тє місце     |
| 2020–21 | Ліга Європи УЄФА                            | 1/16 фіналу | Іспанія            | «Вільярреал»                    | 0–2        | 1–2       | 1–4            |
| 2021–22 | Ліга чемпіонів УЄФА                         | ПО          | Данія              | «Брондбю»                       | 2–1        | 2–1       | 4–2            |
| 2021–22 | Ліга чемпіонів УЄФА                         | Група G     | Іспанія            | «Севілья»                       |            | 1–1       |                |
| 2021–22 | Ліга чемпіонів УЄФА                         | Група G     | Франція            | «Лілль»                         | 2–1        |           |                |
| 2021–22 | Ліга чемпіонів УЄФА                         | Група G     | Німеччина          | «Вольфсбург»                    | 3–1        | 1–2       |                |

## «Ліферінг»
З 2012 року «Ліферінг», який зараз виступає у Другій лізі Австрії, є фарм-клубом «Ред Булл» (Зальцбург).

## Відомі гравці
У списку подані гравці, що виступали за свої національні збірні
- Томас Гесслер (1988—2000)
- Вальдас Іванаускас (1990—2000)
- Олег Суслов (1994—1999)
- Петер Анкерсен (2013—2016)
- Андреас Ібертсбергер (2001—2005)
- Кристоф Ляйтгеб (2007—2019)
- Едді Ґустафссон (2000—2008)
- Андреас Ульмер (2009—2014)

- Крістіан Швеґлер (2003—2006)
- Душан Швенто (2009—2014)
- Франц Шимер (2009—2013)
- Якоб Янтшер (2010—2013)
- Штефан Хієрляндер (2010—2014)
- Расмус Ліндгрен (2011—2012)
- Валон Беріша (2016—2018)
- Ласло Боднар (2000—2010)

### Клубний коефіцієнт УЄФА
Станом на 16 вересня 2021
| Місце | країна  | Команда     | Очки   |
| ----- | ------- | ----------- | ------ |
| 21    | Австрія | «Зальцбург» | 59.000 |

## Відомі тренери
- К. Бауер (1933–1939)
- Вахе (1945)
- Антон Янда (1946–1947)
- Ернст Шенфельд (1952)
- Макс Брейтенфельдер (1953)
- Карл Сеста (1954–55)
- Йозеф Граф (1955)
- Дюла Шоморай (1956–57)
- Гюнтер Прасщак (1957)
- Франц Фельдінгер (1958)
- Карл Гуменбергер (1959)
- Еріх Пробст (1959–60)
- Карл Веттер (1960–61)
- Ігнац Молнар (1962–63)
- Гюнтер Прасщак (1965–69)
- Карл Шелехта (1969–71)
- Еріх Гоф (1 липня 1971 – 31 грудня 1971)
- Міхаель Пфейффер (1972)
- Йосип Шикич (1972–73)
- Гюнтер Прасщак (1973–75)
- Альфред Гютнер (1975)
- Ганс Рейх (1976)
- Гюнтер Прасщак (1977)
- Альфред Гютнер (1977–80)
- Руді Штріттіх (1980)
- Август Старек (5 жовтня 1980 – 30 червня 1981)
- Йожеф Оберт (1 липня 1981 – 11 травня 1984)
- Ганнес Вінкльбауер (13 травня 1984 – 2 листопада 1985)
- Адольф Блютч (6 листопада 1985 – 30 червня 1986)
- Ганнес Вінкльбауер (1 липня 1986 – 16 квітня 1988)
- Курт Вебах (18 квітня 1988 – 30 червня 1991)
- Отто Барич (11 липня 1991 – 29 серпня 1995)
- Германн Штессль (29 серпня 1995 – 2 березня 1996)
- Геріберт Вебер (7 березня 1996 – 31 березня 1998)
- Ганс Кранкль (2 квітня 1998 – 9 січня 2000)
- Мирослав полак (10 січня 2000 – 30 червня 2000)
- Ганс Бакке (1 липня 2000 – 10 вересня 2001)
- Ларс Сонденгаард (11 вересня 2001 – 29 жовтня 2003)
- Петер Ассіон (в.о.) (1 листопада 2003 – 31 грудня 2003)
- Вальтер Горманн (в.о.) (1 січня 2004 – 15 березня 2004)
- Петер Ассіон (16 березня 2004 – 31 березня 2005)
- Никола Юрчевич (7 березня 2005 – 18 квітня 2005)
- Манфред Лінцмаєр (в.о.) (18 квітня 2005 – 30 червня 2005)
- Курт Яра (1 липня 2005 – 31 травня 2006)
- Джованні Трапаттоні (1 червня 2006 – 30 квітня 2008)
- Ко Адріансе (1 липня 2008 – 15 червня 2009)
- Губ Стевенс (15 червня 2009 – 8 квітня 2011)
- Рікардо Моніз (8 квітня 2011 – 12 червня 2012)
- Роджер Шмідт (1 липня 2012 – 31 травня 2014)
- Адольф Гюттер (1 червня 2014 – 15 червня 2015)
- Петер Цідлер (22 червня 2015 – 3 грудня 2015)
- Томас Летщ (в.о.) (3 грудня 2015 – 28 грудня 2015)
- Оскар Гарсія Хунієнт (28 грудня 2015 – 15 червня 2017)
- Марко Розе (23 червня 2017 – 20 червня 2019)
- Джессі Марш (20 червня 2019 – 30 червня 2021)
- Маттіас Яйссле (1 липня 2021 – теп. час)